# Società Sportiva Chieti 1960-1961
Questa voce raccoglie le informazioni riguardanti la Società Sportiva Chieti nelle competizioni ufficiali della stagione 1960-1961.

## Rosa
| N. |                   | Ruolo | Calciatore              |
| -- | ----------------- | ----- | ----------------------- |
|    | Italia (bandiera) | D     | Franco Adorni           |
|    | Italia (bandiera) | C     | Gianni Albertini        |
|    | Italia (bandiera) |       | Andreotti               |
|    | Italia (bandiera) |       | Ballario                |
|    | Italia (bandiera) | A     | Renzo Barbantani        |
|    | Italia (bandiera) | D     | Claudio Carboncini      |
|    | Italia (bandiera) | C     | Natale Casisa           |
|    | Italia (bandiera) | C     | Battista Cavalletti     |
|    | Italia (bandiera) | C     | Francesco De Benedictis |
|    | Italia (bandiera) | P     | Vincenzo De Santis      |
|    | Italia (bandiera) |       | Di Salvatore            |
|    | Italia (bandiera) |       | Farina                  |
|    | Italia (bandiera) | A     | Emanuele Feliciani      |

| N. |                   | Ruolo | Calciatore        |
| -- | ----------------- | ----- | ----------------- |
|    | Italia (bandiera) | A     | Gianfranco Grotti |
|    | Italia (bandiera) | P     | Otello Milan      |
|    | Italia (bandiera) | A     | Giuseppe Montelli |
|    | Italia (bandiera) |       | Muzzi             |
|    | Italia (bandiera) | C     | Carlo Orlandi     |
|    | Italia (bandiera) |       | Pellaccini        |
|    | Italia (bandiera) |       | Pizzolitto        |
|    | Italia (bandiera) | C     | Eugenio Rocchi    |
|    | Italia (bandiera) | C     | Domenico Rosati   |
|    | Italia (bandiera) | C     | Romano Sarti      |
|    | Italia (bandiera) | C     | Sandro Tiberi     |
|    | Italia (bandiera) |       | Vaniglia          |